# Ulf Schmidt (Historiker)

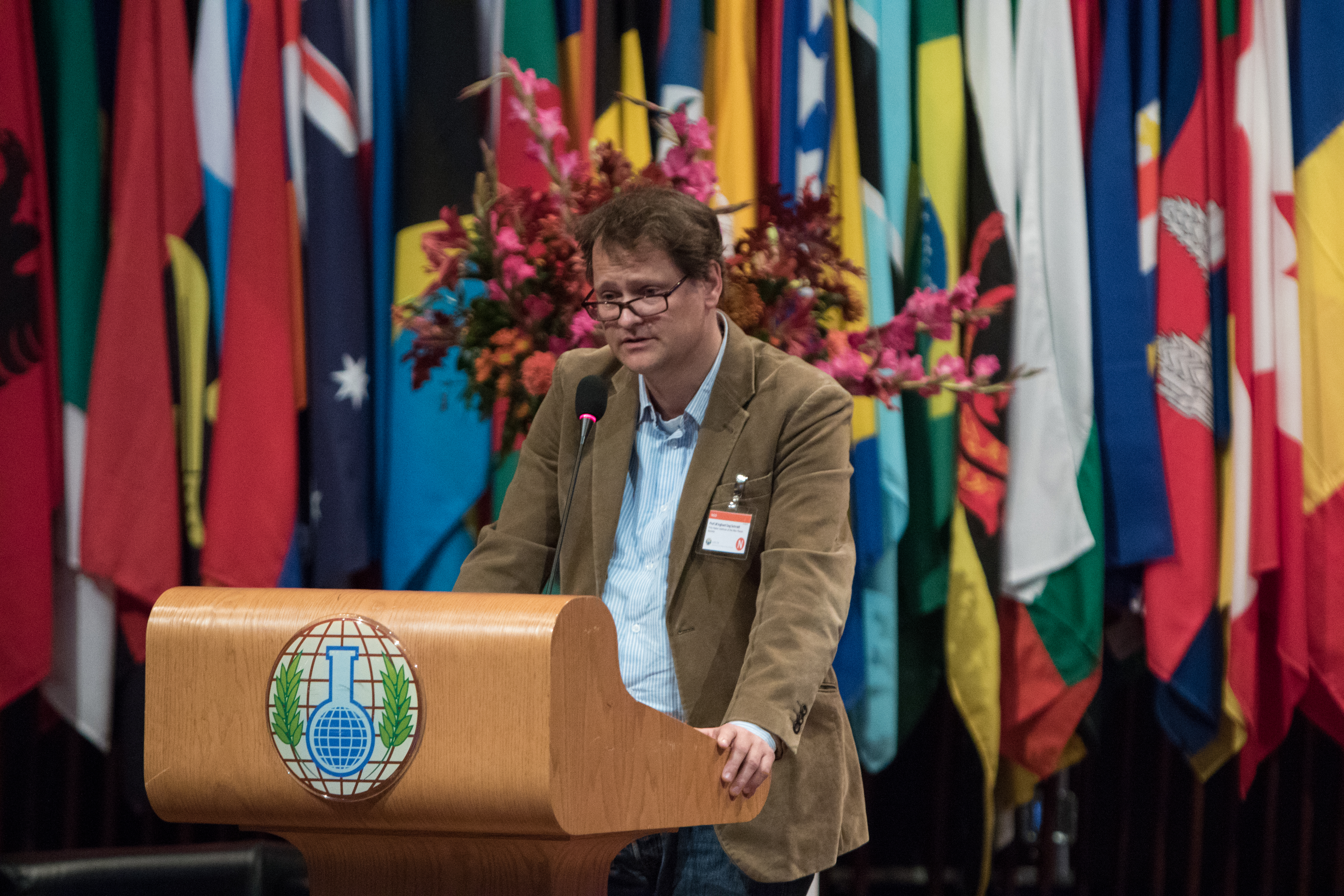

Ulf Schmidt (* 2. November 1967) ist ein deutsch-britischer Historiker.

## Leben
Schmidt studierte zuerst Geschichte, Bildende Kunst und Erziehungswissenschaft auf Lehramt an der Universität Hamburg. Anschließend promovierte er an der University of Oxford. Von 2001 bis 2020 war er Fellow der Royal Historical Society und Professor für Moderne Geschichte an der Universität Kent. Dort war er Gründer und Direktor des Centre for the History of Medicine, Ethics and Medical Humanities
Zum Wintersemester 2020/2021 wechselt er an die Universität Hamburg. In Hamburg wird er seine Mitarbeit an einem internationalen multidisziplinären Projekt über das Gesundheitswesen im Nachkriegseuropa als beispielhaftes Zeugnis der europäischen Integration, das von 2020 bis 2026 von dem Europäischen Forschungsrat gefördert wird, fortsetzen. Seine Entscheidung, mit seiner Familie seine Wahlheimat England nach über 25 Jahren zu verlassen, begründete er  in einem Artikel in der britischen Tageszeitung The Guardian mit seiner Enttäuschung über die Brexit-Entscheidung.

## Schriften (Auswahl)
- Medical films, ethics and euthanasia in Nazi Germany. The history of medical research and teaching films of the Reich Office for Educational Films. Reich Institute for Films in Science and Education, 1933–1945. Husum 2002, ISBN 3-7868-4092-X.
- Justice at Nuremberg. Leo Alexander and the Nazi doctors' trial. Basingstoke 2004, ISBN 0-333-92147-X.
- Ulf Schmidt: Cold war at Porton Down: informed consent in Britain's biological and chemical warfare experiments. In: Cambridge quarterly of healthcare ethics. Band 15, Nr. 4, 2006, S. 366-80.
- Karl Brandt. The Nazi doctor. Medicine and power in the Third Reich. London 2007, ISBN 1-84725-031-9.
  - Ulf Schmidt: Hitlers Arzt Karl Brandt : Medizin und Macht im Dritten Reich. Aufbau, Berlin 2009, ISBN 978-3-351-02671-4 (Teil der Anne-Frank-Shoah-Bibliothek).
- Secret science. A century of poison warfare and human experiments. Oxford 2015, ISBN 978-0-19-929979-9.
- Ulf Schmidt: Sozialhygienische Filme und Propaganda in der Weimarer Republik. In: Gerhard Baader, Jürgen Peter (Hrsg.): Public Health, Eugenik und Rassenhygiene in der Weimarer Republik und im Nationalsozialismus: Gesundheit und Krankheit als Vision der Volksgemeinschaft. Mabuse-Verlag, Frankfurt am Main 2018, ISBN 978-3-86321-407-4, S. 79–118.
- Ulf Schmidt, Katja Schmidt-Mai: Art under dictatorship: Propaganda, plunder, provenance. In: Mark Connolly, Jo Fox, Stefan Goebel, Ulf Schmidt (Hrsg.): Propaganda and Conflict. War, Media and Shaping the Twentieth Century. Bloomsburg Academic, London 2019, ISBN 978-1-78831-403-9, S. 57–90.
- Ulf Schmidt: In the Absence of Alternatives: The Origins and Success of the Declaration of Helsinki, 1947-1982. In: Ulf Schmidt, Andreas Frewer, and Dominique Sprumont (Hrsg.): Ethical Research: The Declaration of Helsinki, and the Past, Present, and Future of Human Experimentation. Oxford University Press, 2020, ISBN 978-0-19-022417-2, S. 101–130.